# مرحله جنینی
مرحله جنینی به دوره‌های مختلف شکل‌گیری جنین انسان و حیوانات گفته می‌شود که تحت تاثیر عوامل رشد و تغییرات سلولی می‌باشد.

## مراحل جنینی درموش
مرحله جنینی در موش‌ها از اولین شب قرار دادن موش نر و ماده در کنار هم (که تا فردای آن روز نصف یک روز محسوب می‌شود) محاسبه می‌شود. بنابراین ۸ روز بعد از آن مرحله جنینی ۸.۵ می‌باشد.

## منبع
- Experimental Embryology of the Mouse by Kurt Burki, S Karger AG, 1986